# Teorema del elemento primitivo
En teoría de cuerpos, el teorema del elemento primitivo es un resultado que caracteriza el grado finito de las extensiones de cuerpos que pueden ser generadas por un solo elemento. Dicho elemento generador se denomina elemento primitivo de la extensión del cuerpo, y la extensión se llama extensión simple en este caso. El teorema establece que una extensión finita es simple si y solo si hay solo un número finito de cuerpos intermedios. Un resultado más antiguo, también llamado a menudo teorema del elemento primitivo, establece que cada extensión finita separable es simple; puede verse como una consecuencia del teorema anterior. Estos teoremas implican en particular que todo cuerpo de números algebraicos sobre los números racionales, y todas las extensiones en las que ambos cuerpos son finitos, son simples.

## Terminología
Sea {\displaystyle E/F} una extensión de cuerpos. Un elemento {\displaystyle \alpha \in E} es un elemento primitivo para {\displaystyle E/F} si {\displaystyle E=F(\alpha ),}, es decir, si cada elemento de {\displaystyle E} se puede escribir como una función racional en {\displaystyle \alpha } con coeficientes en {\displaystyle F}. Si existe tal elemento primitivo, entonces {\displaystyle E/F} se denomina extensión simple.
Si la extensión del cuerpo {\displaystyle E/F} posee el elemento primitivo {\displaystyle \alpha } y es de grado finito {\displaystyle n=[E:F]}, entonces cada elemento x de E se puede escribir de forma única como
{\displaystyle x=f_{n-1}{\alpha }^{n-1}+\cdots +f_{1}{\alpha }+f_{0},}
donde {\displaystyle f_{i}\in F} para todo i. Es decir, el conjunto
{\displaystyle \{1,\alpha ,\ldots ,{\alpha }^{n-1}\}}
es una base para E como un espacio vectorial sobre F.

## Ejemplo
Si se une a los números racionales {\displaystyle F=\mathbb {Q} } los dos números irracionales {\displaystyle {\sqrt {2}}} y {\displaystyle {\sqrt {3}}} para obtener la extensión del cuerpo {\displaystyle E=\mathbb {Q} ({\sqrt {2}},{\sqrt {3}})} de grado 4, se puede demostrar que esta extensión es simple, es decir, {\displaystyle E=\mathbb {Q} (\alpha )} para un solo {\displaystyle \alpha \in E}. Tomando {\displaystyle \alpha ={\sqrt {2}}+{\sqrt {3}}}, las potencias 1, α , α2, α3 se pueden expandir como combinaciones lineales de 1, {\displaystyle {\sqrt {2}}}, {\displaystyle {\sqrt {3}}}, {\displaystyle {\sqrt {6}}} con coeficientes enteros. Se puede resolver este sistema de ecuaciones lineales para {\displaystyle {\sqrt {2}}} y {\displaystyle {\sqrt {3}}} sobre {\displaystyle \mathbb {Q} (\alpha )}, para obtener {\displaystyle {\sqrt {2}}={\tfrac {1}{2}}(\alpha ^{3}-9\alpha )} y {\displaystyle {\sqrt {3}}=-{\tfrac {1}{2}}(\alpha ^{3}-11\alpha )}. Esto demuestra que α es de hecho un elemento primitivo:
{\displaystyle \mathbb {Q} ({\sqrt {2}},{\sqrt {3}})=\mathbb {Q} ({\sqrt {2}}+{\sqrt {3}}).}

## Teoremas
El teorema clásico del elemento primitivo establece que:
Cada extensión de cuerpo separable de grado finito es simple.
Este teorema se aplica a cuerpos de números algebraicos, es decir, extensiones finitas de los números racionales Q, ya que Q tiene característica 0 y, por lo tanto, cada extensión finita sobre Q es separable.
El siguiente teorema del elemento primitivo (Ernst Steinitz) es más general:
Una extensión de cuerpo finito {\displaystyle E/F} es simple si y solo si existen solo un número finito de cuerpos intermedios K con {\displaystyle E\supseteq K\supseteq F}.
Usando el teorema fundamental de la teoría de Galois, el primer teorema se sigue inmediatamente del segundo.

## Característicap
No obstante, para una extensión no separable {\displaystyle E/F} de característica p, existe un elemento primitivo siempre que el grado [E : F] sea p: de hecho, no puede haber ningún subcuerpo intermedio trivial, ya que su grado sería factor del primo p.
Cuando [E : F] = p2, puede que no haya un elemento primitivo (en cuyo caso hay infinitos cuerpos intermedios). El ejemplo más simple es {\displaystyle E=\mathbb {F} _{p}(T,U)}, el cuerpo de funciones racionales en dos variables T y U sobre el cuerpo finito con p elementos y {\displaystyle F=\mathbb {F} _{p}(T^{p},U^{p})}. De hecho, para cualquier α = g (T, U) en E, el elemento αp se encuentra en F, entonces α es una raíz de {\displaystyle f(X)=X^{p}-\alpha ^{p}\in F[X]} y α no puede ser un elemento primitivo (de grado p2 sobre F), sino que F(α) es un cuerpo intermedio no trivial.

## Resultados constructivos
Generalmente, el conjunto de todos los elementos primitivos para una extensión separable finita E / F es el complemento de una colección finita de F-subespacios propios de E, es decir, los cuerpos intermedios. Esta afirmación no dice nada para el caso de los cuerpos finitos, para los cuales existe una teoría computacional dedicado a encontrar un generador del grupo multiplicativo del cuerpo (un grupo cíclico), que es a fortiori un elemento primitivo (véase elemento primitivo (cuerpo finito)). Cuando F es infinito, una técnica de prueba conocida como el principio del palomar, considera el subespacio lineal generado por dos elementos y prueba que solo hay un número finito de combinaciones lineales:
{\displaystyle \gamma =\alpha +c\beta \ }
con c en F, que no generan el subcuerpo que contiene ambos elementos:
Como {\displaystyle F(\alpha ,\beta )/F(\alpha +c\beta )} es una extensión separable, si {\displaystyle F(\alpha +c\beta )\subsetneq F(\alpha ,\beta )} existe una incrustación no trivial {\displaystyle \sigma :F(\alpha ,\beta )\to {\overline {F}}} cuya restricción a {\displaystyle F(\alpha +c\beta )} es la identidad que significa {\displaystyle \sigma (\alpha )+c\sigma (\beta )=\alpha +c\beta } y {\displaystyle \sigma (\beta )\neq \beta } para que {\displaystyle c={\frac {\sigma (\alpha )-\alpha }{\beta -\sigma (\beta )}}}. Esta expresión para c solo puede tomar valores diferentes de {\displaystyle [F(\alpha ):F][F(\beta ):F]}. Para todos los demás valores de {\displaystyle c\in F}, luego {\displaystyle F(\alpha ,\beta )=F(\alpha +c\beta )}.
Esto es casi inmediato como una forma de demostrar cómo el resultado de Steinitz implica el resultado clásico, y un límite para el número de c excepcional en términos del número de resultados de cuerpos intermedios (este número es algo que puede limitarse a sí mismo por la teoría de Galois y a priori). Por lo tanto, en este caso el procedimiento de prueba y error es un posible método práctico para encontrar elementos primitivos.

## Historia
En su Primera Memoria de 1831, Évariste Galois esbozó una prueba del teorema clásico del elemento primitivo en el caso de un cuerpo de descomposición de un polinomio sobre los números racionales. Los huecos en su boceto podrían ser fácilmente rellenados (como señaló Siméon Denis Poisson; la Memoria de Galois no se publicó hasta 1846) explotando un teorema de Joseph-Louis Lagrange de 1771, que Galois ciertamente conocía. Es probable que Lagrange ya hubiera sido consciente del teorema del elemento primitivo para dividir cuerpos.
Galois utilizó este teorema en gran medida en su desarrollo del Grupo de Galois. Desde entonces se ha utilizado en el desarrollo de la teoría de Galois y en el teorema fundamental de la teoría de Galois. Los dos teoremas de los elementos primitivos fueron probados en su forma moderna por Ernst Steinitz, en un artículo influyente sobre teoría de cuerpos en 1910; Steinitz llamó "clásico" al "Teorema de los elementos primitivos", y al otro, el "Teorema de los elementos primitivos". Emil Artin reformuló la teoría de Galois en la década de 1930 sin el uso de los teoremas de los elementos primitivos.